# Panicearevo, Kiustendil
Panicearevo (în bulgară Паничарево) este un sat în comuna Bobov Dol, regiunea Kiustendil,  Bulgaria. 

## Demografie
Componența etnică a satului Panicearevo
     Bulgari (97,18%)
     Nicio identificare (2,81%)
     Altele (0%)
La recensământul din 2011, populația satului Panicearevo era de 71 locuitori. Din punct de vedere etnic, majoritatea locuitorilor (97,18%) erau bulgari. Pentru 2,81% din locuitori nu este cunoscută apartenența etnică.